# Внутрішня сторожа
Внутрішня сторожа (рос. Внутренняя стража) — спеціальне військове формування з поліційними функціями у Російській імперії, яке існувало з 1811 до 1864 року.

## Історія

### Внутрішня сторожа

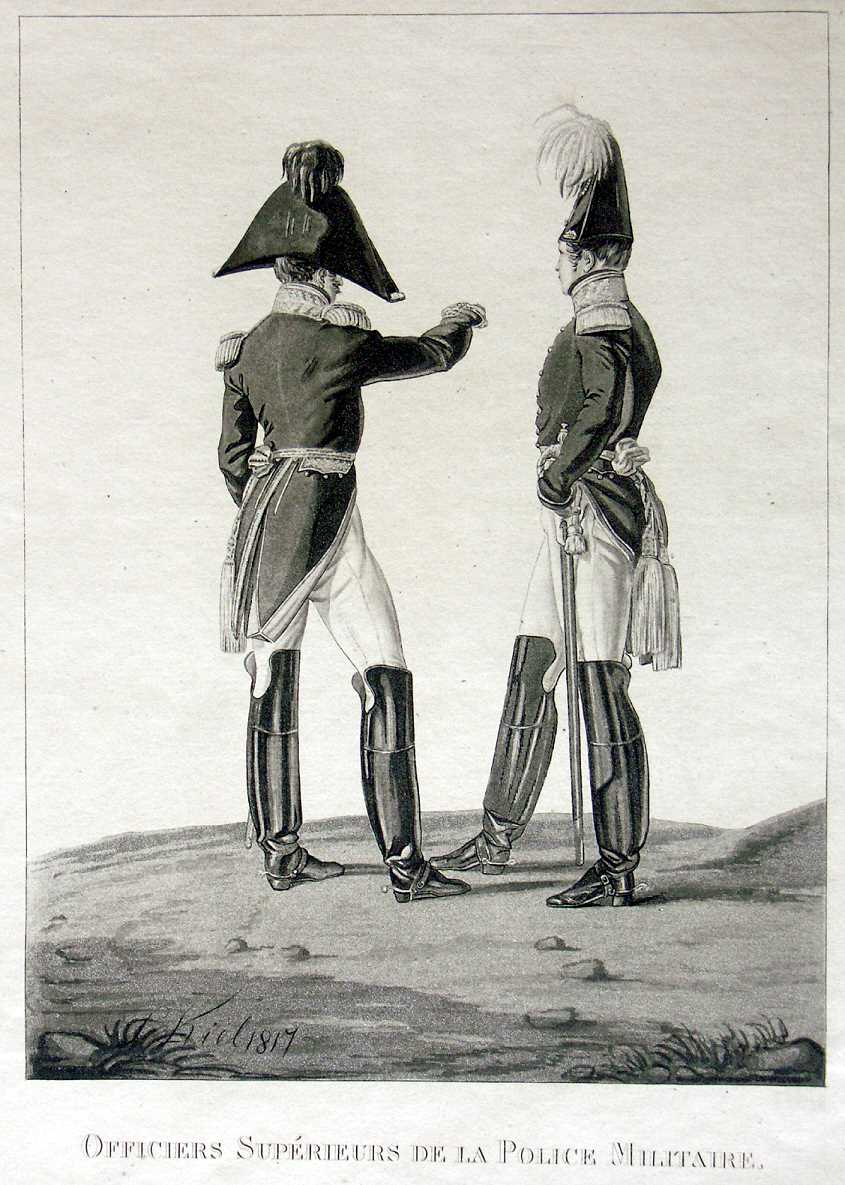
Кіль Лев Іванович. Малюнок періоду Наполеонівських воєн

На початку 1811 року декількома указами імператора Олександра I місцеві гарнізонні роти і повітові команди, підпорядковані цивільному керівництву, які виконували обв'язки з охорони внутрішнього порядку, були передані з цивільного відання у військове підпорядкування. На їх основі у губернських містах європейської частини Росії були сформовані внутрішні гарнізонні батальйони, зведені в бригади внутрішньої сторожі, які, в свою чергу, об'єднані в округи внутрішньої сторожі. Очолив внутрішню варту генерал-ад'ютант Євграф Комаровський. 
Було затверджено «Положення для внутрішньої сторожі», відповідно до якого вона використовувалась:
1. у допомогу виконанню законів і вироків суду;
2. на ловлю, переслідування і винищення розбійників і розсіювання заборонених законом збіговиськ;
3. на вгамування непокори і буйства;
4. для ловлі біглих, тих, які пішли злочинців і дезертирів;
5. для переслідування заборонених і таємно провезених товарів;
6. на допомогу, вільному руху внутрішнього продовольства;
7. для сприяння збиранню податей і недоїмок;
8. для збереження порядку і спокою церковних обрядів всіх сповідань, законом терпимих;
9. для охорони порядку на ярмарках, торгах, народних і церковних святах і ін.;
10. для прийняття і проводжання рекрут, злочинців, арештантів і полонених;
11. для відправлення військових, які прострочили відпустки, до їх команд;
12. на пожежі, для допомоги при розлитті річок, тощо;
13. для відрядження потрібних часових до публічних місць, тюрем і острогів;
14. для проводжання скарбниці, а понад те, для вживання до виїмок при відкритті корчемства і до сторожі винних до відсилання їх до суду.

Спочатку було утворено 8 округів внутрішньої сторожі, кожним з яких командував окружний генерал у чині генерал-майора. До округи входили 2-3 бригади, які складалися з 2—4 батальйонів. Батальйони базувалися у губернських містах і носили їх назви (Астраханський, Мінський і т. п.). В кожному повітовому місті розміщувалася інвалідна команда. В подальшому число округ доходило до 12.

### Окремий корпус внутрішньої сторожі
У 1816 році частини внутрішньої сторожі були зведені у Окремий корпус внутрішньої сторожі.
У 1853 році Окремий корпус внутрішньої сторожі складався з 523 гарнізонних батальйонів і двох напівбатальйонів, 564 інвалідних, 296 етапних і п'яти соляних команд (чисельно рівні взводу). Всього близько 145 тисяч осіб.
У 1858 році чисельність Окремого корпусу внутрішньої сторожі складала 3 141 офіцерів і генералів, 180 236 унтер-офіцерів і солдатів.

### Місцеві війська
У 1864 році у результаті військової реформи Окремий корпус внутрішньої сторожі був ліквідований, а замість нього були створені місцеві війська, до складу яких увійшли деякі губернські батальйони, реорганізовані у батальйони місцевих військ. У складі місцевих військ були також сформовані конвойні команди, які здійснювали конвоювання арештантів і засланців, а також частково несли зовнішню охорону в'язниць.
У 1886 році з конвойних команду була створена конвойна сторожа, яка, як і раніше входила до складу місцевих військ, а в оперативному підпорядкуванні перебувала у Головного тюремного управління (ГТУ).